# Кушко-Білямор
Ку́шко-Білямо́р (рос. Кушко-Билямор, марій. Кукшо Пыламарий) — присілок у складі Марі-Турецького району Марій Ел, Росія. Входить до складу Марі-Біляморського сільського поселення.

## Населення
Населення — 34 особи (2010; 38 у 2002).
Національний склад (станом на 2002 рік):
- лучні марійці — 76 %